# Стистед, Генри Уильям

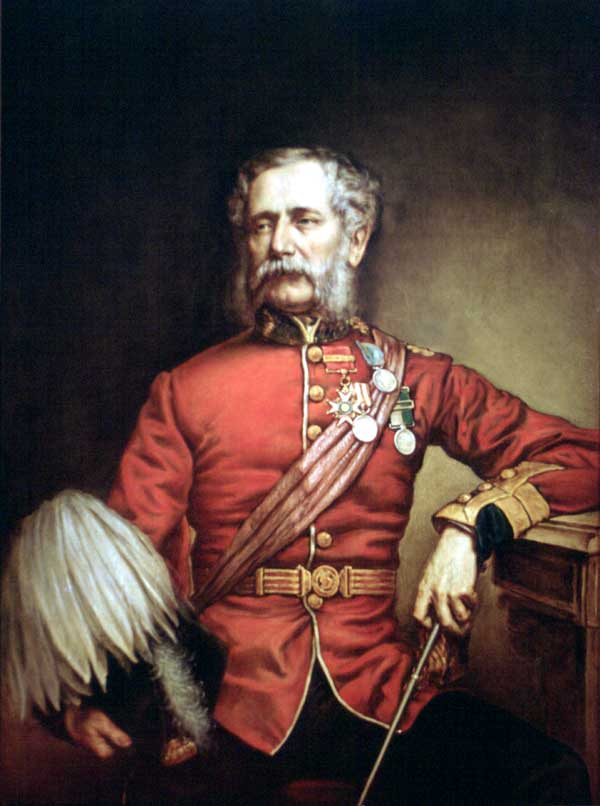
Генри Уильям Стистед

Сэр Генри Уильям Стистед, KCB (1817, Сент-Омер — 10 декабря 1875, Суррей) — генерал-майор, первый лейтенант-губернатор провинции Онтарио после образования Канадской конфедерации (с 1867 по 1868 годы).
Родился в 1817 году в Сент-Омере, Франция, в семье полковника 3-го драгунского полка Генри Стистеда. Образование получил в Сандхёрсте, в 1835 или 1836 году поступил на военную службу. Побывал в Афганистане и Персии, находился в авангарде сил генерала Гавелока во время освобождения Лакхнау в сентябре 1857 года.
В 1864 году получил звание генерал-майора, а в 1866 году был назначен дивизионным командиром британских сил в Канаде. После образования Конфедерации в 1867 году стал первым лейтенант-губернатором Онтарио, пробыл на этом посту до 1868 года. Много сделал для хозяйственного освоения северных территорий провинции. В 1871 году был удостоен рыцарского звания.
В 1875 году женился на Марии Катерине Элизабет Бёртон, сестре знаменитого путешественника, писателя и переводчика сэра Ричарда Фрэнсиса Бёртона. Стистед и Бёртон неоднократно виделись, хотя, по-видимому, не слишком симпатизировали друг другу.
Скончался в Аппер-Норвуде, Суррей, в 1875 году.